# 卢新华 (作家)
卢新华（1954年—），中国当代作家，江苏如皋人。
1969年在原籍插队落戶，1973年应征入伍。1978年起就读于复旦大学中文系，1982年毕业于复旦大学中文系。1979年加入中国作家协会。著有短篇小说《伤痕》、《表叔》、《典型》等，中篇小说《魔》，长篇小说《森林之梦》、《细节》、《紫禁女》等。短篇小说《伤痕》在文汇报发表后，获1978年全国优秀短篇小说奖，并被翻译成英、法、德、西、日、俄等十几国文字，是“伤痕文学”的代表作之一。曾任上海《文汇报》文艺部记者，后辞职经商。1986年出国留学，毕业于美国加州大学洛杉矶分校，获文学硕士学位。上海市青联第四届常委，第四次全国文学艺术工作者代表大会代表。